# Shintomi
Shintomi (新富町?) è una cittadina giapponese della prefettura di Miyazaki.